# G.H. Hardy
Godfrey Harold Hardy (født 7. februar 1877, død 1. december 1947) var en prominent engelsk matematiker, som er kendt for sit arbejde indenfor talteori og matematisk analyse. 
Ikke-matematikere kender ham måske som forfatteren til A Mathematician's Apology fra 1940, hvor han forsvarer, at han brugte sit liv på matematik.
Fra 1914 og frem var han vejleder for den kendte indiske matematiker Srinivasa Ramanujan. Hardy opdagede hurtigt Ramanujans ekstraordinære men uuddanede talent, og Hardy og Ramanujan havde et tæt samarbejde. I et interview blev han spurgt, hvad hans største bidrag til matematikken var, og han svarede straks, at det var hans opdagelse af Ramanujan. Han har kaldt samarbejdet for "den eneste romantiske hændelse i mit liv".
Han havde et langt samarbejde med John Edensor Littlewood.